# Meine Geisha
Meine Geisha (englischer Originaltitel: My Geisha) ist ein US-amerikanischer Film des Regisseurs Jack Cardiff aus dem Jahr 1962. 

## Handlung
Paul Robaix (Montand) ist ein bekannter Hollywood-Regisseur. Mit seiner Frau, der berühmten Schauspielerin Lucy Dell (MacLaine), hat er bereits mit Erfolg viele Filme gedreht. Nun will er einen Film ohne sie drehen, um dem Publikum und sich selbst zu beweisen, dass er auch ohne sie großartige Filme machen kann. Um die Gefühle Lucies nicht zu verletzen, möchte er eine neue Version von Madame Butterfly drehen, da Lucy mit blauen Augen und rotem Haar als Darstellerin der Geisha nicht geeignet ist. Doch die Studiomanager weigern sich, den teuren Film finanziell zu unterstützen, da Kassenmagnet Lucy Dell nicht mitspielt. Weil Paul bereits nach Japan abgereist ist, müssen Lucy und Produktionschef Sam Lewis (Robinson) ihm nachreisen. Um Paul zu überraschen, verkleidet sich Lucy als Geisha, worauf sie von ihm, da er sie nicht wiedererkennt, für die Rolle der Madame Butterfly engagiert wird. Lucy, der dieses Rollenspiel großen Spaß macht, lässt sich darauf ein. Und auch die Studiomanager, die vorhaben, Lucy Dell als Madame Butterfly als Premierenüberraschung zu präsentieren, sind einverstanden, den Film zu finanzieren. Paul ist von der Geisha namens Yoko Mori begeistert. Ihr männlicher Co-Star (Cummings) verliebt sich in sie und möchte sie zu seiner fünften Frau machen, während Paul sich wünscht, Lucy wäre der Geisha etwas ähnlicher.
Doch beim Ansehen der Negative erkennt Paul aufgrund von Farbfehlern (die schwarzen Kontaktlinsen Lucies erscheinen blau und ihre schwarze Perücke rot), wer sich hinter Yoko Mori verbirgt. Er glaubt, Lucy tue das alles nur, um ihm die Show zu stehlen, und er beschließt, den Film noch zu Ende zu drehen, ohne ihr zu sagen, dass er sie durchschaut habe, sich danach aber von Lucy zu trennen.
Um sie zu verletzen, macht er Yoko Mori Avancen und küsst sie sogar leidenschaftlich. Lucy, die glaubt, Paul wolle sie mit Yoko betrügen, ist verzweifelt und weiß sich nicht zu helfen. Das angeblich erste Wiedersehen zwischen Lucy und Paul bei der Premiere des Films ist kühl, da Paul enttäuscht von Lucy ist – und sie ebenfalls von ihm.
Der Film kommt beim Publikum hervorragend an und verspricht sogar, ihr einen Oscar einzubringen. Gerade als Lucy sich als Geisha verkleidet, um am Ende des Films als Yoko Mori alias Lucy Dell präsentiert zu werden, bekommt sie von ihrer Freundin, einer echten Geisha, ein Geschenk. Es ist ein Fächer, bedruckt mit den Worten „Nichts kommt vor dir, mein Liebster, nicht einmal ich!“. Lucy wird klar, was sie zu tun hat und sie betritt, als alle Yoko Mori zu sehen erwarten, als sie selbst auf und teilt dem erstaunten Publikum mit, dass die Hauptdarstellerin nicht zur Premiere erscheine, sie in ein Kloster gehen wolle und man sie daher niemals wiedersehen werde. Paul ist gerührt, was seine Frau für ihn tut, und er sagt ihr auf der Bühne, während sie sich verbeugen, dass er sie liebt und dass er gewusst habe, dass sie Yoko Mori war. Lucy ist überglücklich.

## Kritiken
„Gut gespielter und sorgfältig inszenierter Unterhaltungsfilm mit vielen komischen Situationen.“

„Ein schon angestaubter Einfall gewinnt hier durch fremdartiges Kolorit und muntere Verarbeitung neuen Glanz. Nett unterhaltsam ab 16.“